# Hrabstwo Atlantic

Piramida wieku hrabstwa

Hrabstwo Atlantic – hrabstwo (ang. county) w stanie New Jersey w USA. Populacja wynosi 252 552 mieszkańców (stan według spisu z 2000 r.).
Powierzchnia hrabstwa wynosi 1739 km². Gęstość zaludnienia wynosi 174 osób/km².

## Miasta
- Absecon
- Atlantic City
- Brigantine
- Corbin City
- Egg Harbor City
- Estell Manor
- Hammonton
- Linwood
- Margate City
- Northfield
- Pleasantville
- Port Republic
- Somers Point
- Ventnor City

## CDP
- Collings Lakes
- Elwood
- Mays Landing
- Pomona
- Smithville